# Rzymskokatolicki cmentarz parafialny w Konopnicy
Rzymskokatolicki cmentarz parafialny w Konopnicy – powstał najpewniej w I połowie XVIII wieku i zajmuje powierzchnię 0,74 ha. Na szczególną uwagę zasługuje drewniana kaplica cmentarna o konstrukcji zrębowej wzniesiona na przełomie XIX i XX wieku.